# Flash video
Flash video (FLV) is een propriëtair container-formaat dat H.264-video en HE-AAC-audio ondersteunt. Het wordt gebruikt door Adobe Flash Player om video's over het internet af te spelen. De meest recente versies van Adobe Flash Player voor desktop-pc's bevatten daarnaast ook de mogelijkheid om live en on demand audio- en videofragmenten af te spelen. Dankzij de populariteit van websites die gebruikmaken van de mogelijkheid om video's te streamen (zoals YouTube, Google Video, Yahoo! Video, Reuters.com en vele andere), werd Flash al snel een grote concurrent van het WMV-formaat van Microsoft.
Flash video gebruikt de extensie FLV. Flash video-inhoud kan ook worden toegevoegd in SWF-bestanden.

## Afspelen
Voor het bekijken van Flash-video's is een mediaspeler of plug-in vereist die dit ondersteunt, bijvoorbeeld met de Adobe Flash Player-webbrowserplug-in, of een van de verschillende programma's van derden zoals Mplayer, VLC media player, Quicktime, of elke speler die gebruikmaakt van DirectShow-filters (zoals Media Player Classic, Windows Media Player en Windows Media Center) wanneer de FFDShow-filter is geïnstalleerd.